# Brassicaceae
Brassicaceele, sau cruciferele, sunt o familie de plante cu flori (angiosperme). Numele familiei este derivat din genul Brassica, iar denumirea veche de crucifere provine de la asemănarea aranjarea petalelor florilor în formă de o cruce. Conform ICBN art. 18.5 (Codexul de la Viena) ambele nume, atât Cruciferae cât și Brassicaceae, sunt acceptate și valabile.
Această familie cuprinde peste 330 de genuri și aproximativ 3700 de specii, conform Royal Botanic Gardens, Kew. Cele mai numeroase genuri sunt Draba (365 specii), Cardamine (200 de specii), Erysimum (225 specii), Lepidium (230 specii) și Alyssum (195 specii).
Există mai multe sinonime folosite de-a lungul timpului:
- Arabidaceae
- Cruciferae
- Drabaceae
- Erysimaceae
- Isatidaceae
- Raphanaceae
- Schizopetalaceae
- Sisymbriaceae
- Stanleyaceae
- Thlaspiaceae

## Caracteristici
- Sunt plante ierboase, rar lemnoase, anuale, bienale sau perene.
- Sunt răspândite, mai ales în emisfera boreală.
- Rădăcina este pivotantă, iar tulpina este simplă sau ramificată.
- Frunzele sunt alterne, întregi sau sectate.
- Florile sunt hermafrodite, actinomorfe, cu 6 stamine (4 lungi, două scurte).
- Fructul este o silicvă sau siliculă.
- Cruciferele sunt folosite în alimentația omului (varză, conopidă, ridiche, gulie). Unele se folosesc în tratarea unor boli (muștar alb, traista ciobanului) sau în industrie (rapița) pentru lacuri, vopsele, etc., altele sunt cultivate ca plante ornamentale (micșuneaua).

Familia cuprinde specii binecunoscute, cum ar fi Brassica oleracea (varza, conopida etc.), Brassica rapa (rapița, etc), Brassica napus (nap, varza chinezească etc.), Raphanus sativus (ridichea), Armoracia rusticana (hreanul) și multe altele.